# أولثاكوس
كان أولثاكوس رئيس قبيلة دانداري السكوثية.
لقد خدم في جيش ميثراداتس الكبير. لقد التحق في نقطة ما بالرومان، وقد كان التحاقه وفقًا لرواية فلوطرخس، خدعة بهدف الوصول إلى لوسيلوس لاغتياله، لكن تم إحباطه في هذا المسعى. يوفر أبيان نفس التفاصيل في القصة، ولكن بدلًا من ذلك يصفه بأنه أولكاباس.